# Negri (Bákó megye)
Negri település és községközpont Romániában, Moldvában, Bákó megyében.

## Fekvése
Románvásártól délre, Trunktól délkeletre fekvő település.

## Története
Községközpont, 6 falu: Brad, Călinești, Mâgla, Negri, Poiana és Ursoaia tartozik hozzá.
A 2002-es népszámláláskor 3066 lakosából 93,76% román volt. Ebből 54,66% ortodox, 39,05% római katolikus, a többi egyéb volt.